# Andesmoerasrat
De andesmoerasrat (Neotomys ebriosus)  is een zoogdier uit de familie van de Cricetidae. De wetenschappelijke naam van de soort werd voor het eerst geldig gepubliceerd door Thomas in 1894.

## Voorkomen
De soort komt voor in Peru, Bolivia, Argentinië en Chili.